# Grzegorz Suchodolski
Grzegorz Suchodolski (ur. 10 listopada 1963 w Łukowie) – polski duchowny rzymskokatolicki, biskup pomocniczy siedlecki od 2020.

## Życiorys
Urodził się 10 listopada 1963 w Łukowie. Kształcił się w miejscowym Liceum Ogólnokształcącym im. Tadeusza Kościuszki. W latach 1982–1988 studiował w Seminarium Duchownym w Siedlcach. Święceń prezbiteratu udzielił mu 11 czerwca 1988 biskup diecezjalny siedlecki Jan Mazur. Inkardynowany został do diecezji siedleckiej. W latach 1990–1996 odbył studia z katolickiej nauki społecznej na Papieskim Uniwersytecie Świętego Tomasza z Akwinu w Rzymie, które ukończył z licencjatem.
W latach 1988–1990 pracował jako wikariusz w parafii św. Zygmunta Króla w Łosicach, jednocześnie pełniąc funkcję zastępcy moderatora diecezjalnego Ruchu Światło-Życie. W czasie studiów w Rzymie był duszpasterzem Polaków w Ostii i współpracownikiem Papieskiego Stowarzyszenia Pomoc Kościołowi w Potrzebie. W 1996 został duszpasterzem akademickim w Siedlcach przy Wyższej Szkole Rolniczo-Pedagogicznej (następnie Akademii Podlaskiej). W latach 2001–2006 zajmował stanowisko diecezjalnego duszpasterza młodzieży. W latach 2006–2010 był proboszczem parafii Matki Bożej Królowej Korony Polski w Kopciach, zaś w latach 2016–2020 proboszczem parafii katedralnej Niepokalanego Poczęcia Najświętszej Maryi Panny w Siedlcach i dziekanem dekanatu Siedlce. Wszedł w skład kolegium konsultorów, rady kapłańskiej i diecezjalnej rady duszpasterskiej. W 2015 został ustanowiony kanonikiem honorowym Kapituły Kolegiackiej Łukowskiej, a w 2018 został przeniesiony do Kapituły Katedralnej w Siedlcach, gdzie otrzymał godność kanonika penitencjarza.
Od 1996 do 2016 zajmował stanowisko dyrektora Krajowego Biura Organizacyjnego Światowych Dni Młodzieży, koordynując pobyt Polaków na dziewięciu spotkaniach z trzema papieżami. Od 2014 do 2016 pełnił funkcję sekretarza generalnego Komitetu Organizacyjnego Światowych Dni Młodzieży Kraków 2016. Objął funkcję konsultora Rady ds. Duszpasterstwa Młodzieży Konferencji Episkopatu Polski.
16 kwietnia 2020 papież Franciszek prekonizował go biskupem pomocniczym diecezji siedleckiej ze stolicą tytularną Mesarfelta. Święcenia biskupie przyjął 1 czerwca 2020 w katedrze Niepokalanego Poczęcia Najświętszej Maryi Panny w Siedlcach. Głównym konsekratorem był Kazimierz Gurda, biskup diecezjalny siedlecki, a współkonsekratorami arcybiskup Salvatore Pennacchio, nuncjusz apostolski w Polsce, i biskup diecezjalny radomski Henryk Tomasik. Jako zawołanie biskupie przyjął słowa „Iesum Christum praedicare” (Głosić Jezusa Chrystusa).
W ramach Konferencji Episkopatu Polski w 2020 został zatwierdzony jako członek Rady ds. Duszpasterstwa Młodzieży. Ponadto w 2021 wszedł w skład Rady Fundacji na Rzecz Wymiany Informacji Katolickiej oraz Rady Programowej KAI.